# Liste der Baudenkmäler in der Städteregion Aachen

Städteregion Aachen

Die Liste der Baudenkmäler in der Städteregion Aachen umfasst:
- Liste der Baudenkmäler in Aachen
- Liste der Baudenkmäler in Alsdorf
- Liste der Baudenkmäler in Baesweiler
- Liste der Baudenkmäler in Eschweiler
- Liste der Baudenkmäler in Herzogenrath
- Liste der Baudenkmäler in Monschau
- Liste der Baudenkmäler in Roetgen
- Liste der Baudenkmäler in Simmerath
- Liste der Baudenkmäler in Stolberg
- Liste der Baudenkmäler in Würselen

Auswahl
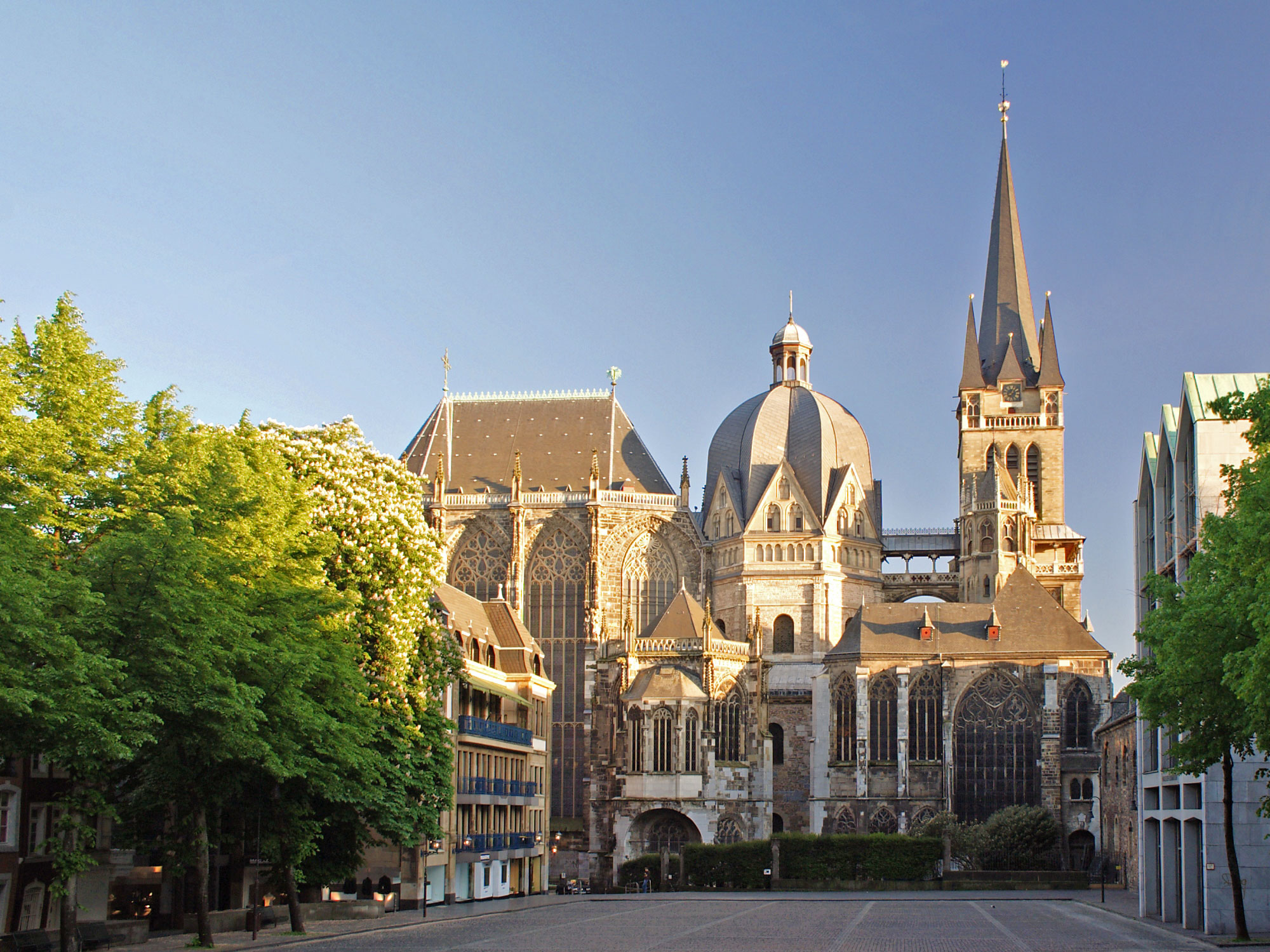
Dom (Oktogon 8. J.)(Aachen)
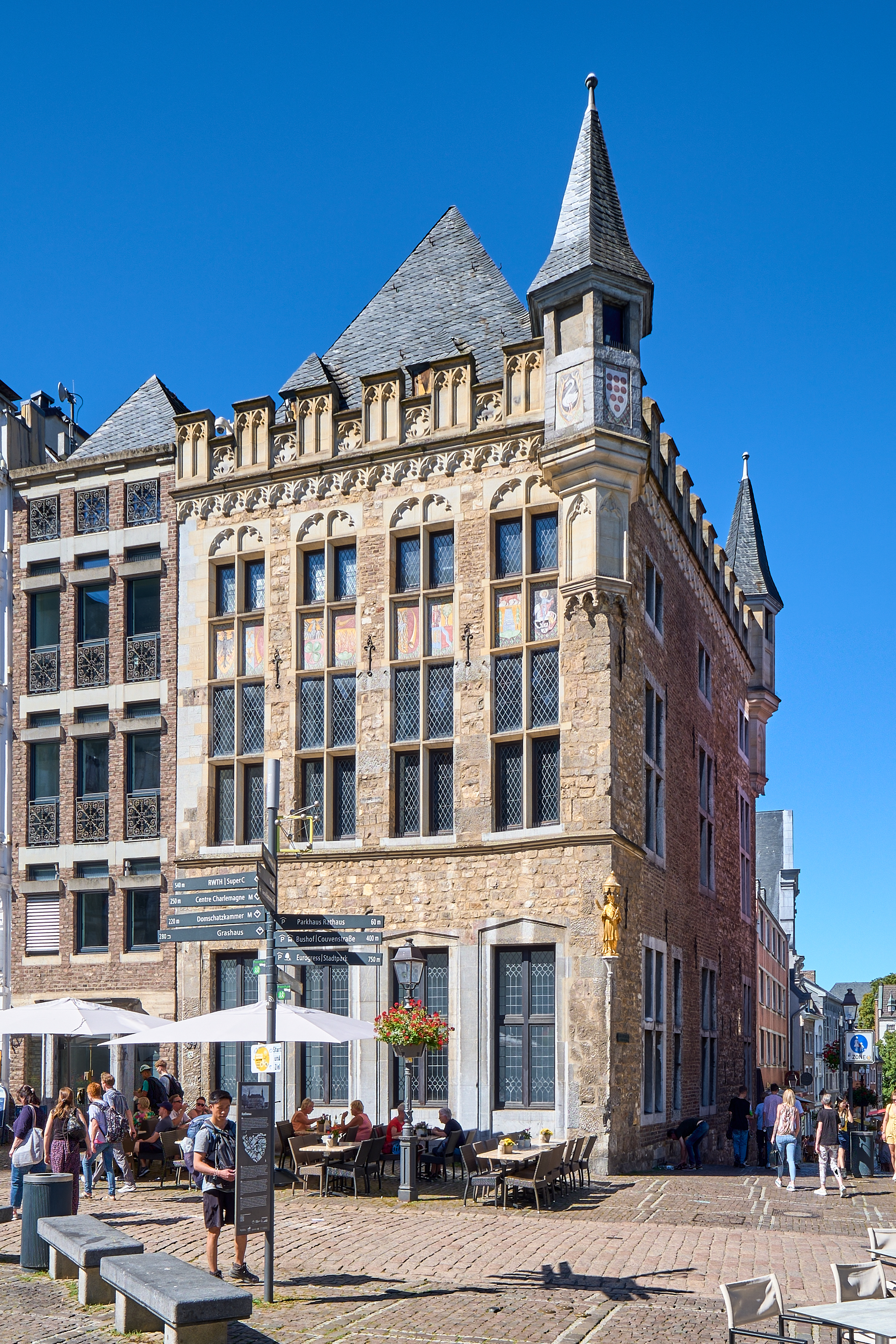
Haus Löwenstein (Zunfthaus) am Markt (1344–45) (Aachen)
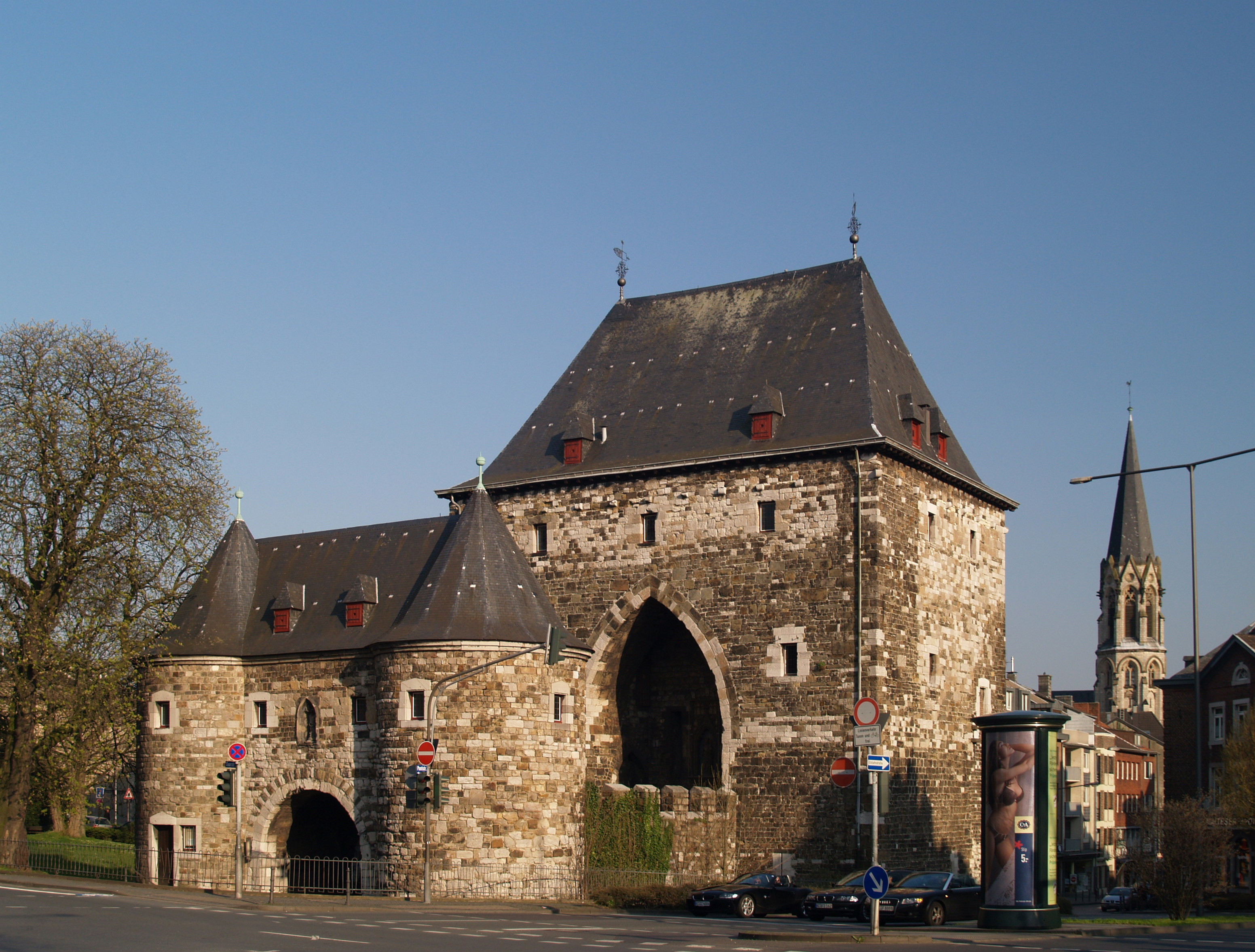
Ponttor (1300–1350) (Aachen)
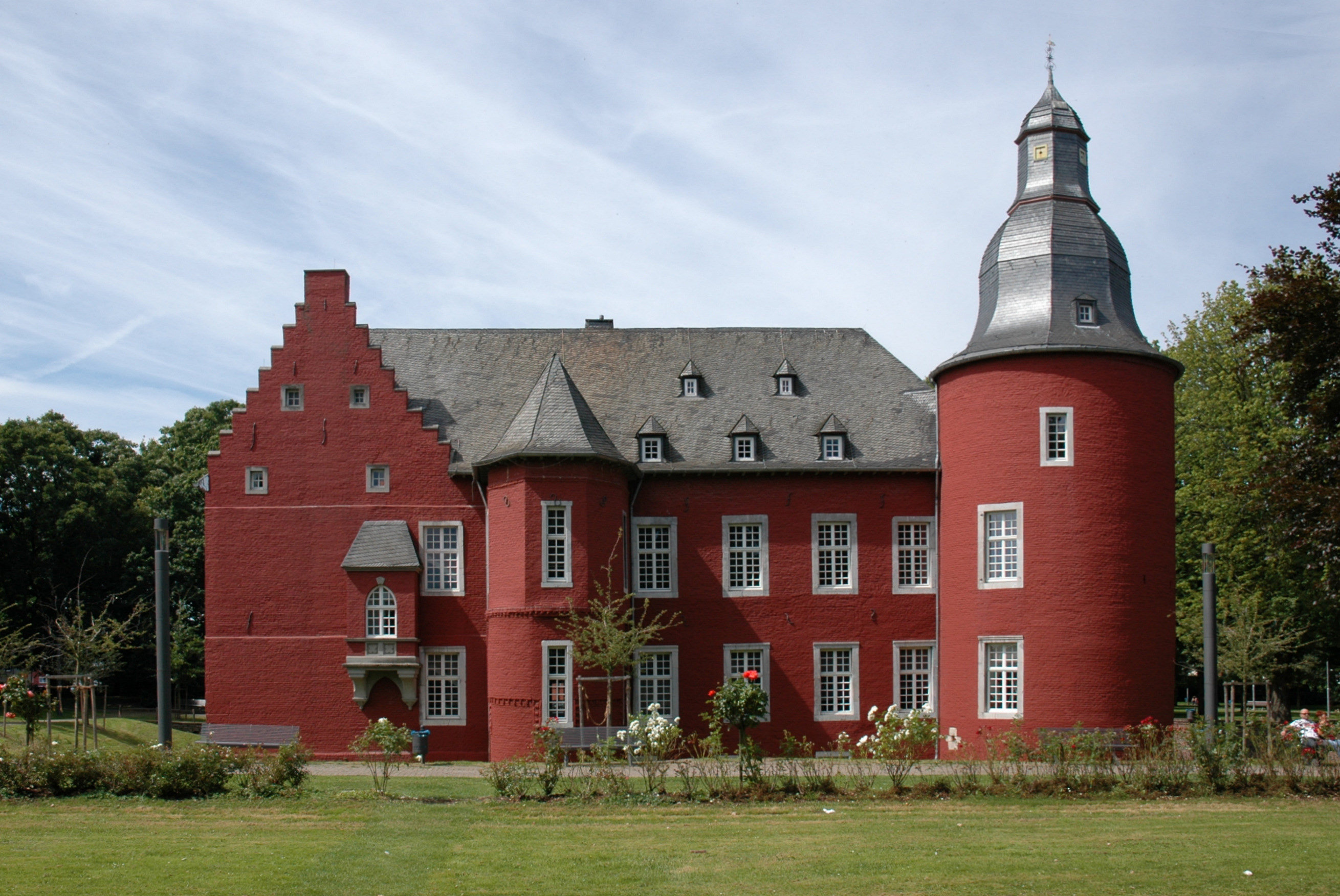
Burg (Alsdorf)
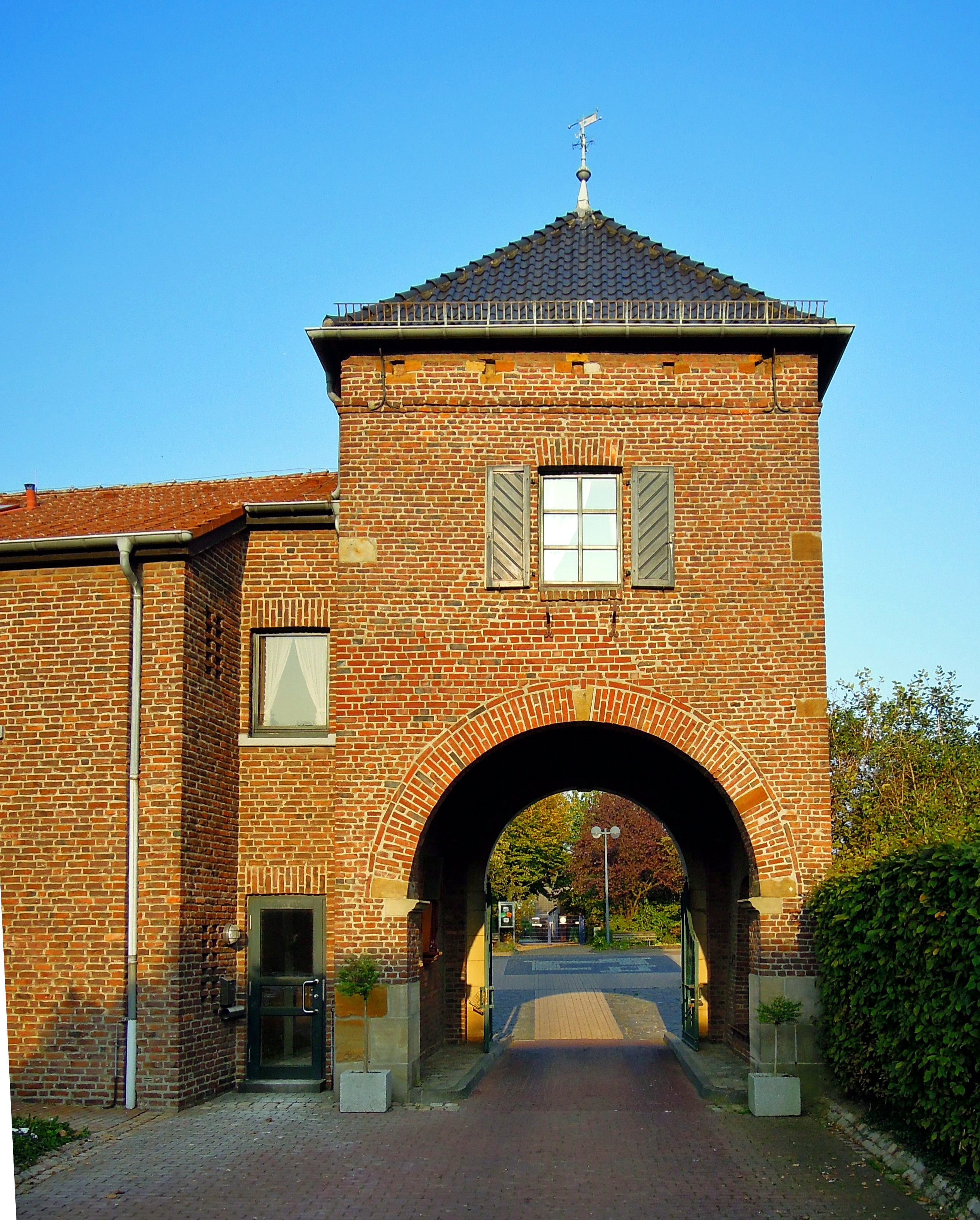
Torhaus Setterich (Baesweiler)
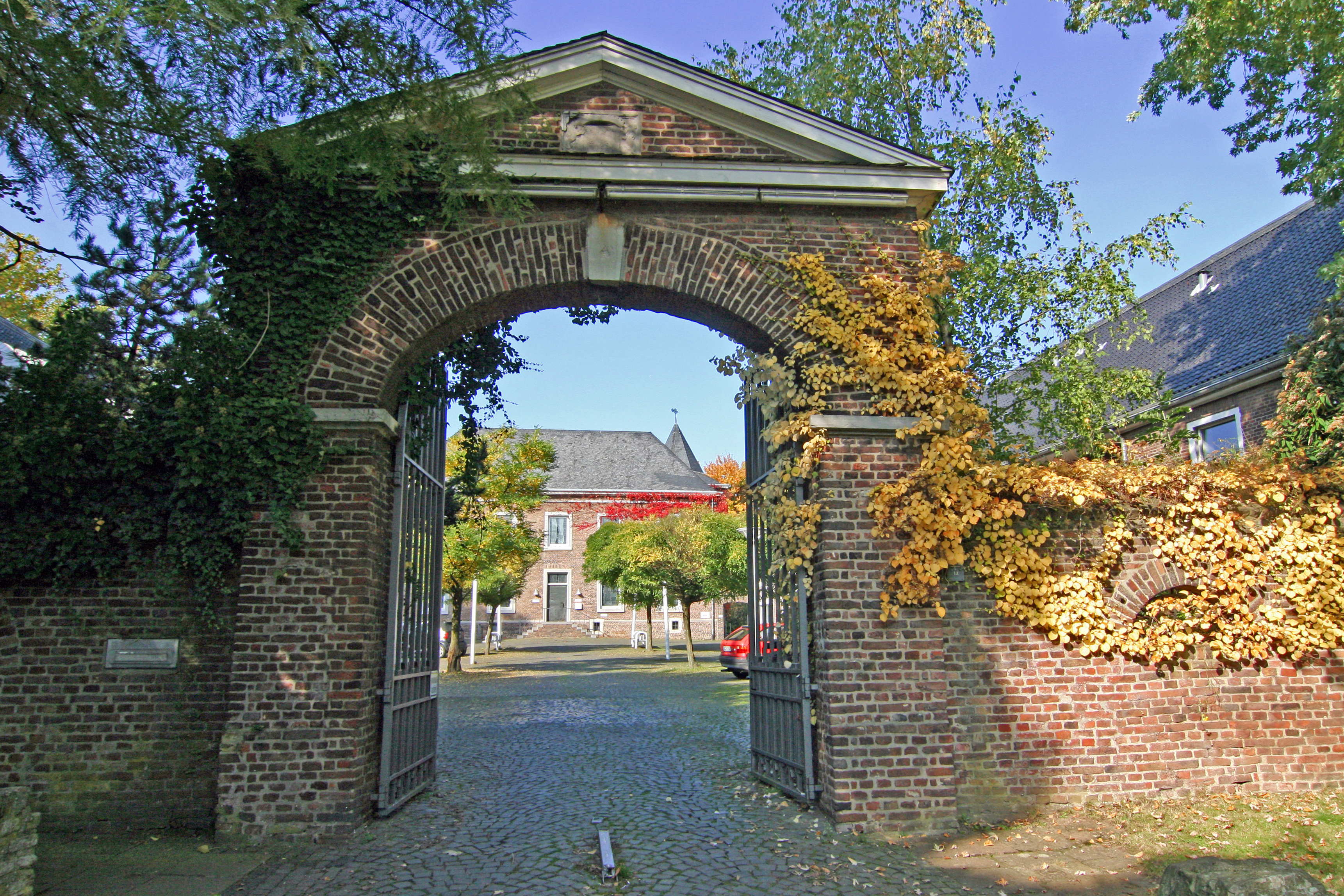
Drimbornshof Dürwiß (Eschweiler)
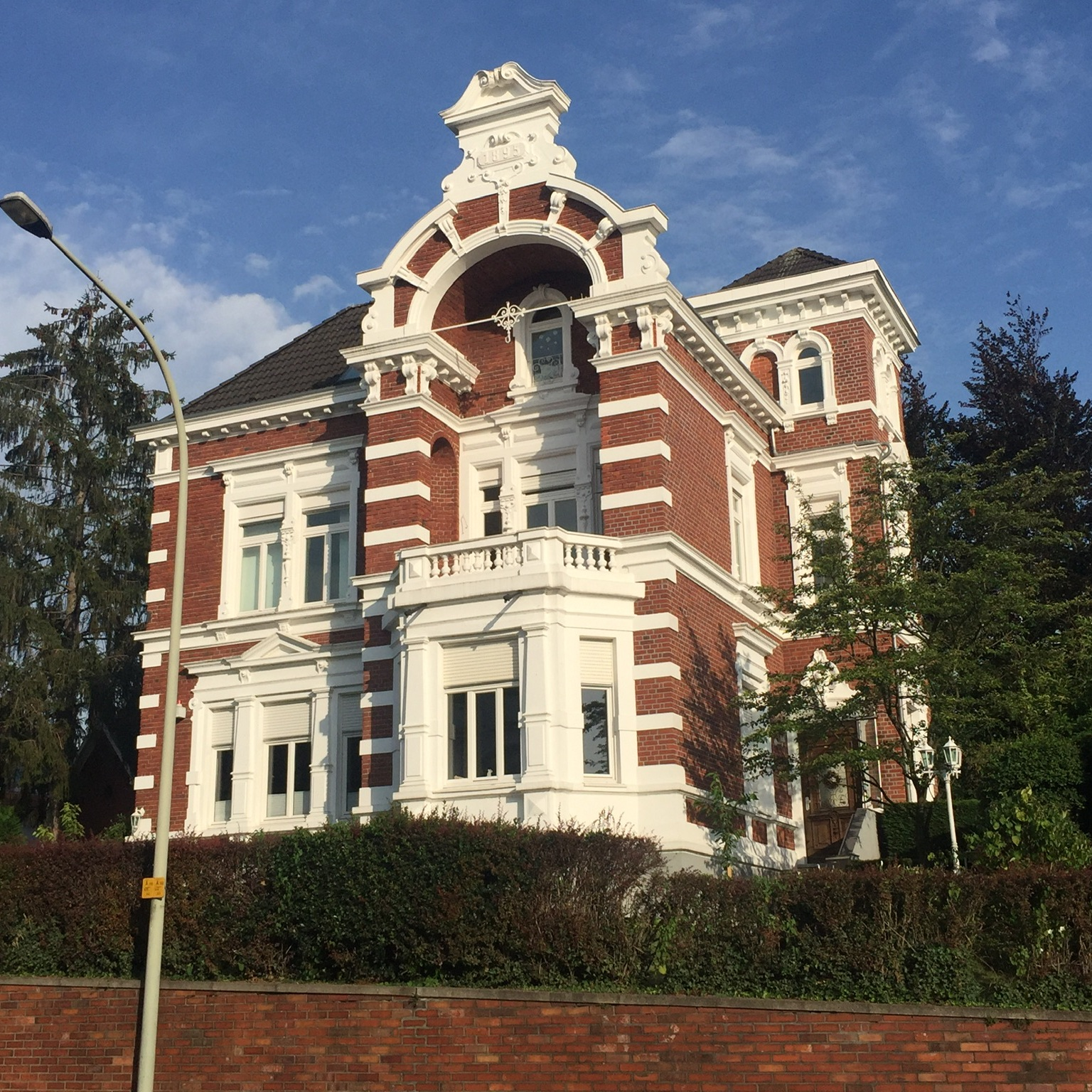
Villa (Herzogenrath)
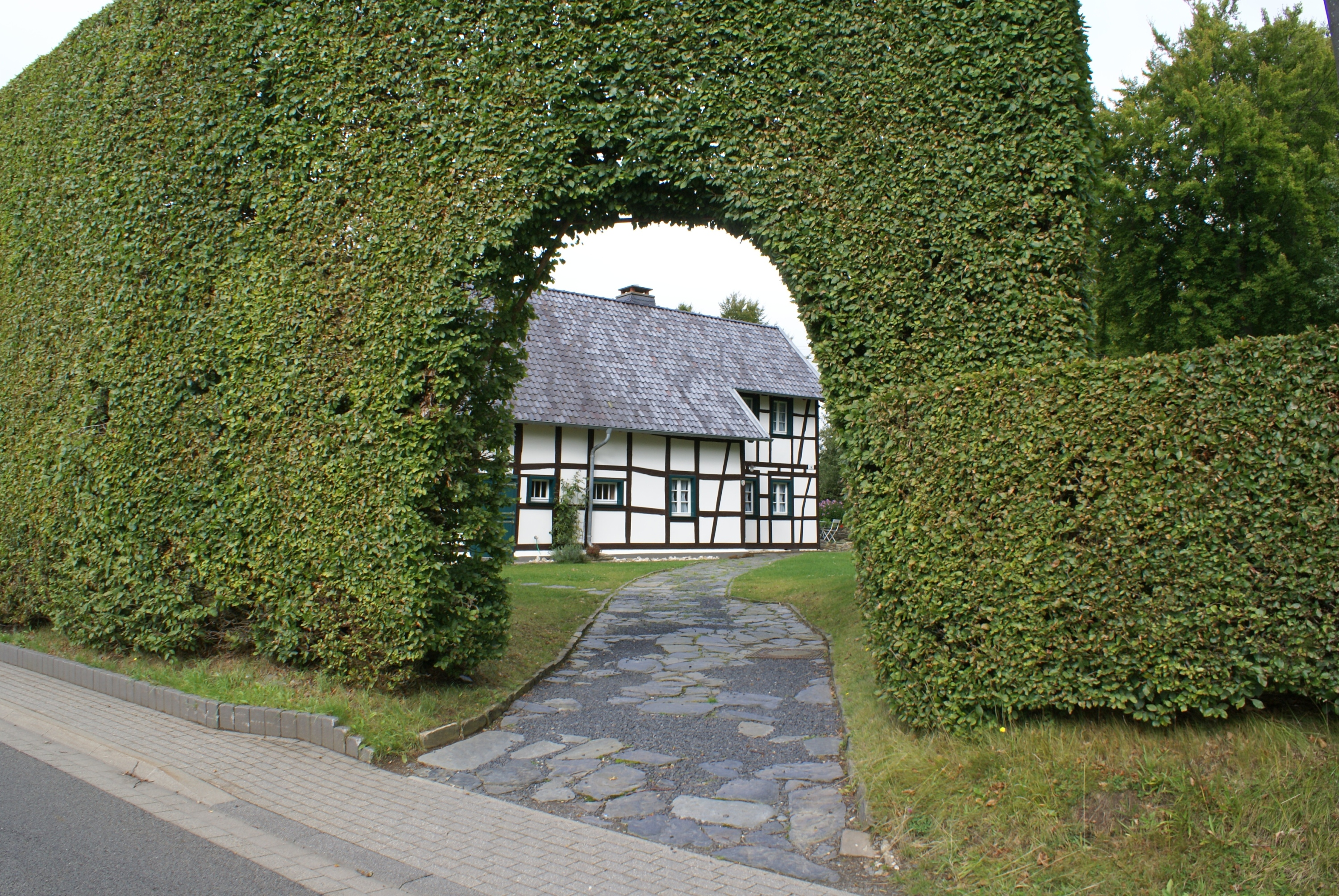
Gebäude hinter Windschutzhecke Höfen (Monschau)
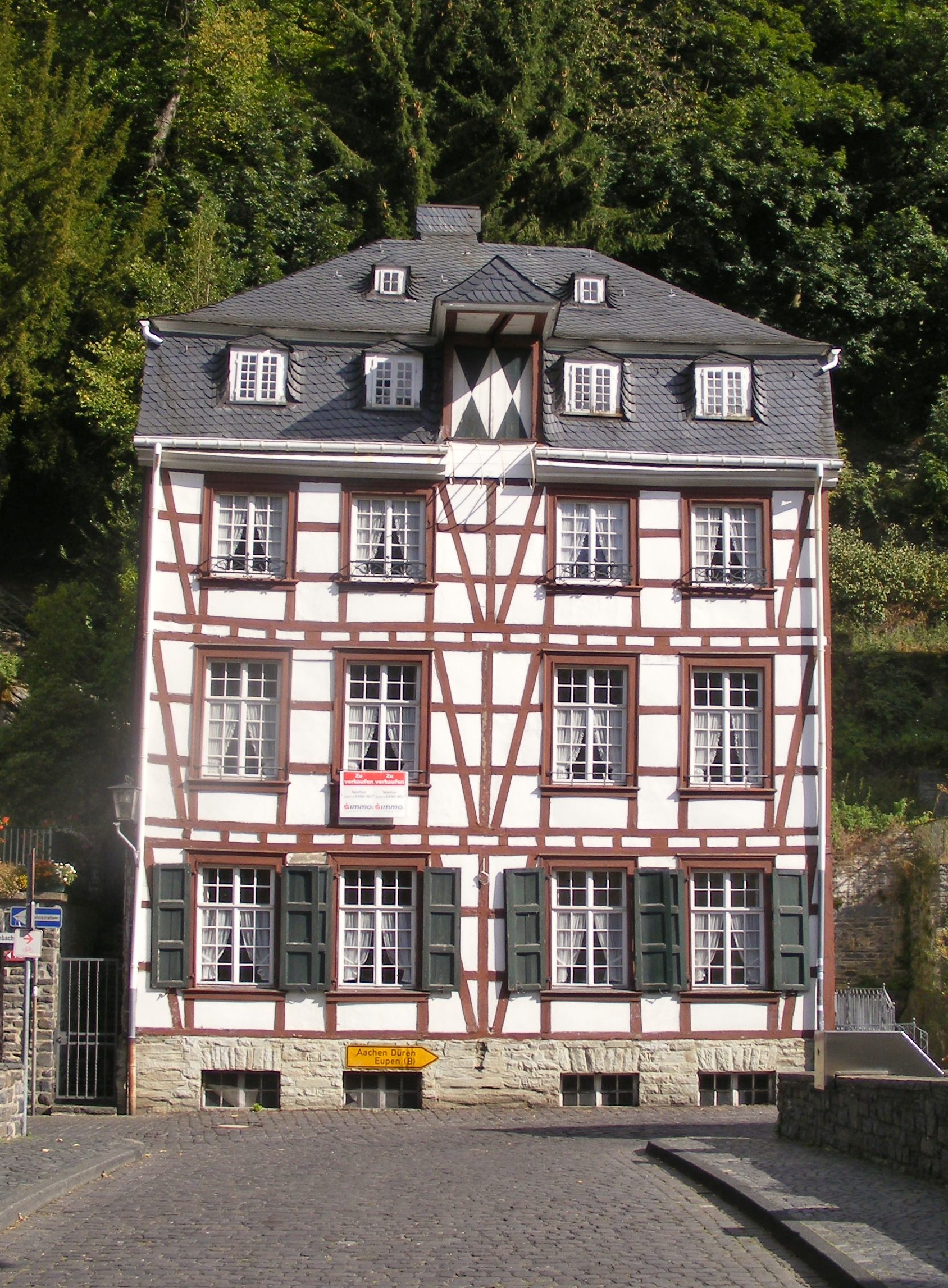
Eschbachstraße 35 (Monschau)
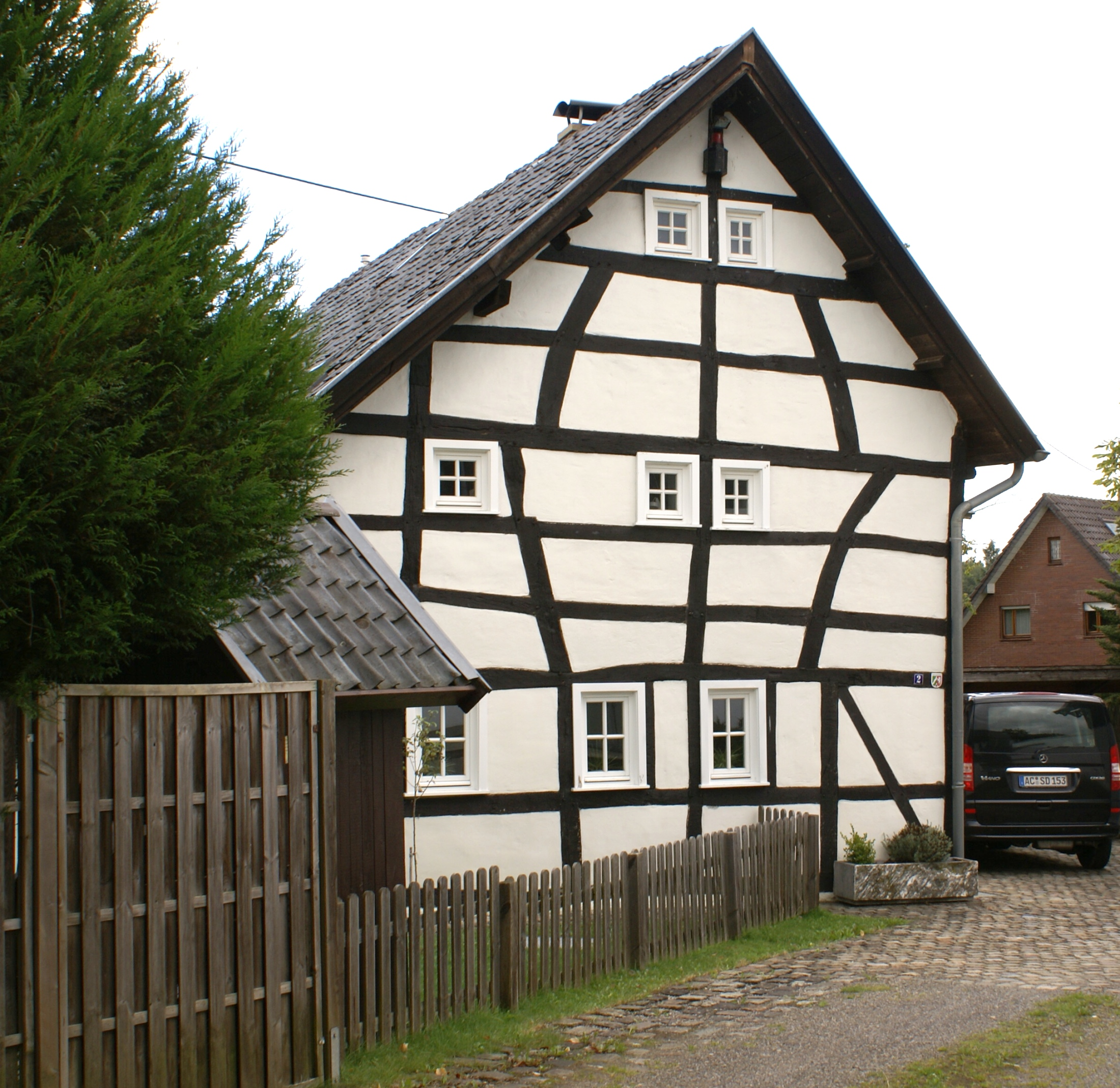
Wohnstallhaus (Roetgen)
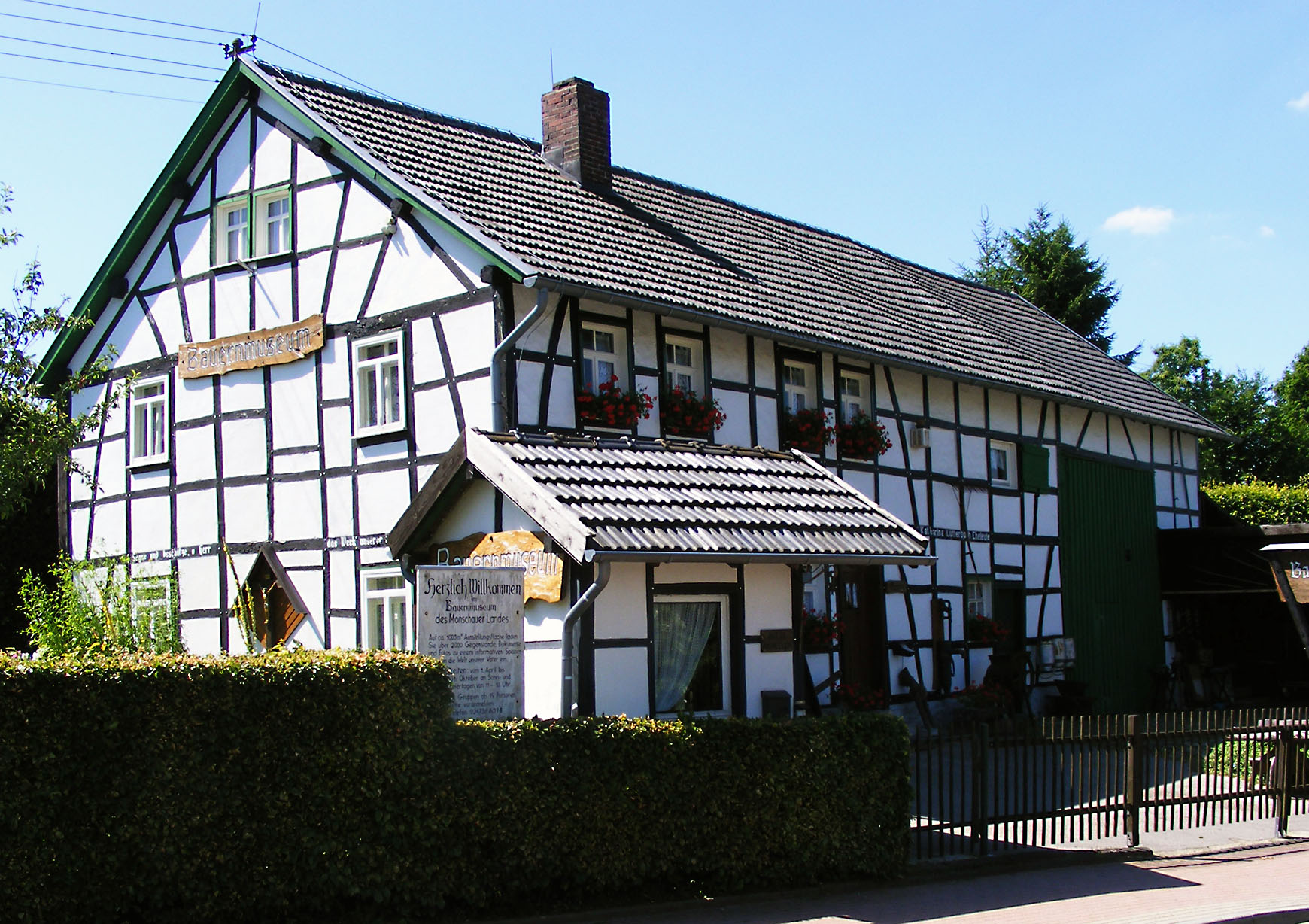
Bauernmuseum Lammersdorf (Simmerath)
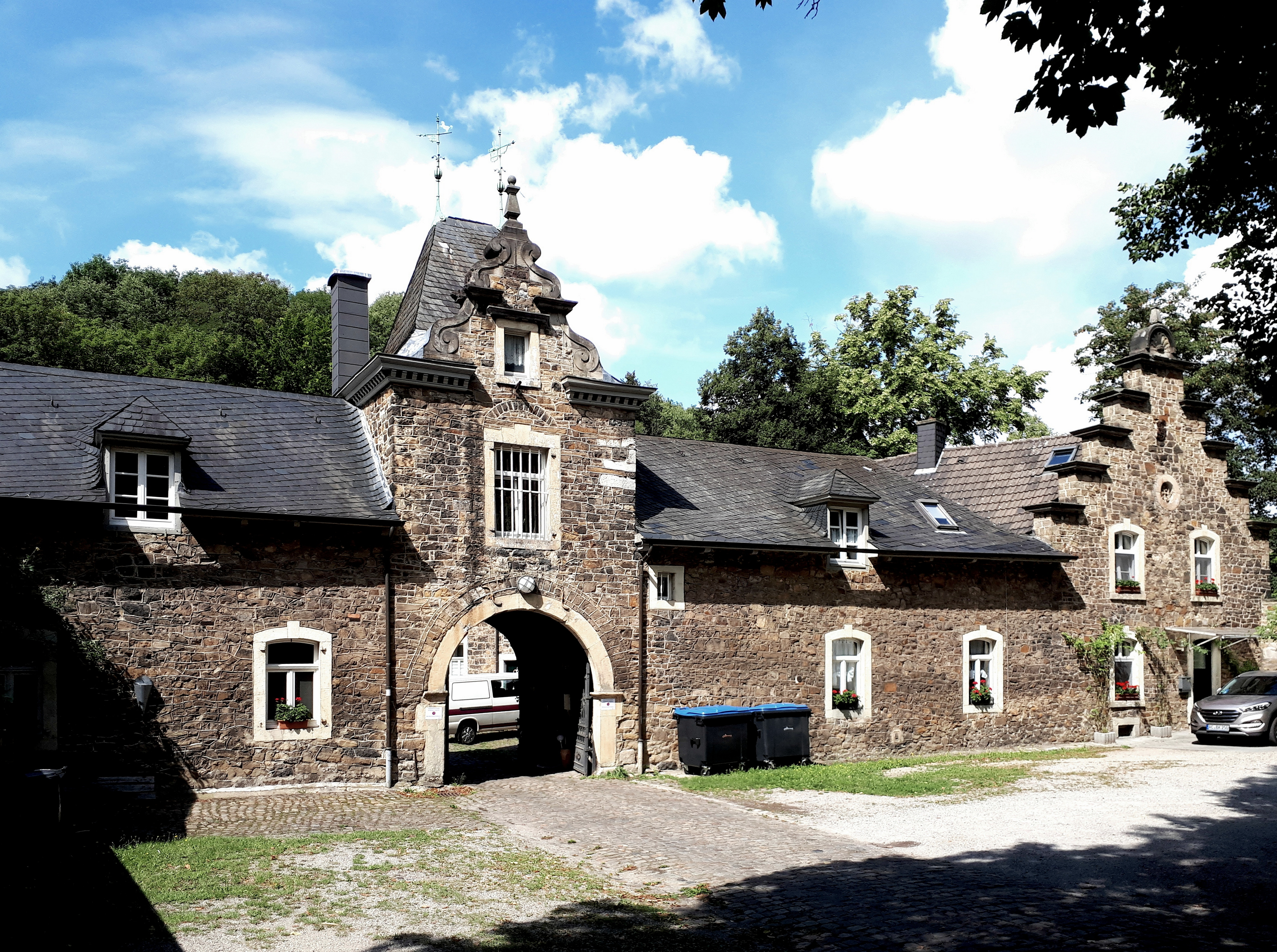
Kupferhof Weide (Stolberg)
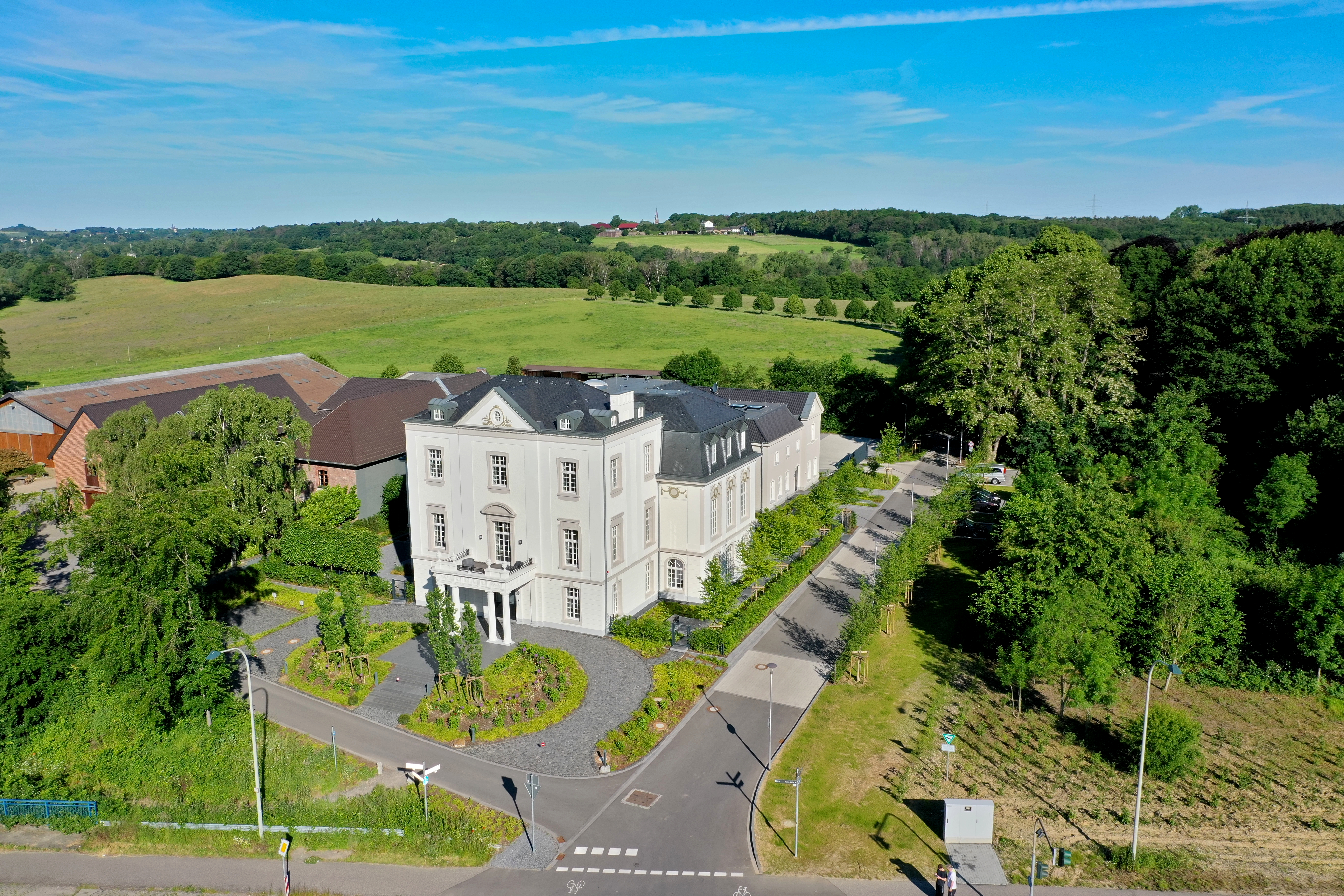
Gut Kaisersruh (19. J.) (Würselen)